# Bullensee, Hemelsmoor
Bullensee, Hemelsmoor este o arie protejată (arie specială de conservare — SAC, sit de importanță comunitară — SCI) din Germania întinsă pe o suprafață de 292 ha, integral pe uscat.

## Localizare
Centrul sitului Bullensee, Hemelsmoor este situat la coordonatele 53°14′30″N 9°13′32″E / 53.2417°N 9.2256°E.

## Înființare
Situl Bullensee, Hemelsmoor a fost declarat sit de importanță comunitară în octombrie 1998 pentru a proteja un număr necunoscut de specii din flora spontană și fauna sălbatică aflate în arealul zonei. Situl a fost protejat și ca arie specială de conservare în iunie 2018.

## Biodiversitate
Situată în ecoregiunea atlantică, aria protejată conține 8 habitate naturale: Lacuri și iazuri distrofice naturale, Turbării active, Mlaștini oligotrofe degradate, capabile încă de regenerare naturală, Mlaștini turboase de tranziție și turbării mișcătoare, Depresiuni pe substraturi de turbă de Rhynchosporion, Păduri de fag Luzulo-Fagetum, Păduri acidofile de stejar bătrân cu Quercus robur pe câmpii nisipoase, Mlaștini împădurite.
La baza desemnării sitului se află un număr nedeclarat de specii protejate.
Pe lângă speciile protejate, pe teritoriul sitului au mai fost identificate 1 specie de amfibieni.